# Eparquía de Chiatura y Sachjere
La eparquía de Chiatura y Sachjere (en georgiano: ჭიათურისა და საჩხერის ეპარქია) es una eparquía (diócesis) de la iglesia ortodoxa georgiana con sede en Chiatura, Georgia. Tiene jurisdicción sobre los municipios georgianos de Chiatura y Sachjere (una pequeña parte se encuentra en territorio controlado por la de facto República de Osetia del Sur).
La residencia del metropolitano se encuentra en Sachjere y su centro religioso está en Chiatura.

## Historia
Desde el principio, esta región estuvo bajo la jurisdicción de la eparquía de Mtsjeta y, después de la creación del catolicosado de Abjasia, pasó a formar parte de ella. Después de la abolición del reino de Imericia en 1810, se cambió el orden de la iglesia local. El número de eparquías previamente existentes se redujo a cuatro y el 19 de noviembre de 1821, se unificó todo en la eparquía de Imericia. 
En 1917, la restauración de la autocefalia de la iglesia georgiana estuvo marcada por la restauración de las eparquías abolidas. Entre las diócesis renovadas en la primera reunión eclesiástica, se encontraba la eparquía de Margveti y Ubisi (que incluía el territorio de la actual eparquía de Chiatura y Sachjere). La eparquía de Chiatura fue fundada el 5 de abril de 1995 por decisión del Santo Sínodo de la Iglesia ortodoxa de Georgia.

## Arzobispos metropolitanos
| Imagen | Nombre               | Periodo                                         |
| ------ | -------------------- | ----------------------------------------------- |
|        | Konstantín Melikidze | 5 de abril de 1995 - 8 de octubre de 1998       |
|        | Abraham Garmelia     | 8 de octubre de 1998 - 17 de octubre de 2002    |
|        | Daniel Datuashvili   | 17 de octubre de 2002 - 21 de diciembre de 2010 |